# Placca del Mar Egeo

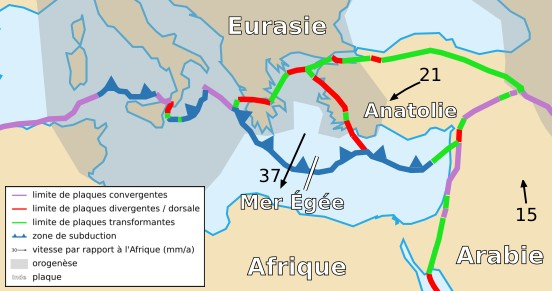
La Placca del Mar Egeo

La placca del Mar Egeo è una microplacca tettonica della litosfera terrestre. La sua estensione è di 0,00793 steradianti ed è associata alla Placca euroasiatica.
È situata nella parte sud-orientale dell'Europa, compresa tra la Grecia e la Turchia, e include il mar Egeo, il Peloponneso, l'isola di Creta e Gozzo, e le coste turche del mar Egeo. La placca dell'Egeo è in contatto con la placca euroasiatica, la placca anatolica e la placca africana. La placca del Mar Egeo si sposta con una velocità di rotazione di 0,6497º per milione di anni, in riferimento ad un polo euleriano situato a 74°28' di latitudine nord e 87°24' di longitudine ovest.